# Amphiprion frenatus
Amphiprion frenatus (лат.) — вид лучепёрых рыб из семейства помацентровых (Pomacentridae). Встречается на рифах в западной части Тихого океана включая: юг Сиамского залива, север Палау, юг Японии, остров Ява, Индонезию. Возможно содержать в морских аквариумах.
Территориальный и агрессивный вид, живёт парами среди стрекательных щупальцев актиний, предоставляющих ему защиту от хищников. Питается водорослями, беспозвоночными и остатками пищи своей актинии. Основной цвет  — красный. По голове проходит вертикальная белая полоса с чёрным кантиком. Размер до 14 см. В сообществе кораллового рифа рыбы существуют в симбиозе с актиниями (морскими анемонами) вида Entacmaea quadricolor. Протандрический гермафродит. Переопределение пола самца происходит после гибели самки.